# Dasychira pinicola
Dasychira pinicola är en fjärilsart som beskrevs av Dyar 1911. Dasychira pinicola ingår i släktet Dasychira och familjen tofsspinnare. Inga underarter finns listade i Catalogue of Life.

## Bildgalleri

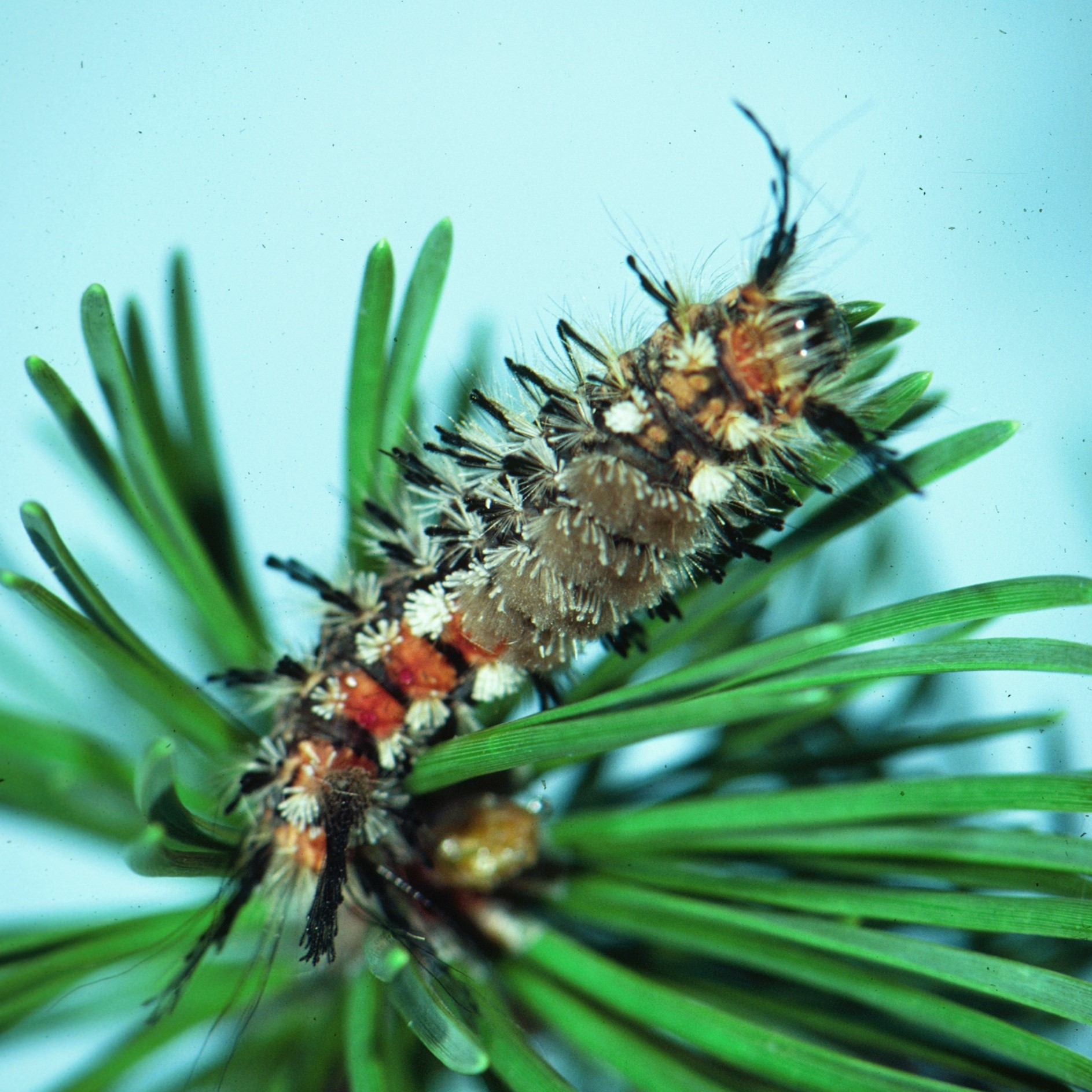